# Bernard Fanning
Bernard Fanning (sinh ngày 15 tháng 8 năm 1969) là một nhạc sĩ và ca sĩ-nhạc sĩ người Úc. Ông nổi tiếng với tư cách là ca sĩ chính và người đứng đầu ban nhạc alternative rock của Úc Powderfinger từ sự ra đời của nó vào năm 1989 để giải thể vào năm 2010.
Sinh ra và lớn lên tại Toowong, Brisbane, Fanning đã được mẹ dạy từ khi còn nhỏ. Năm 12 tuổi, khi theo học tại trường Cao đẳng St Joseph's, Gregory Terrace, ông bắt đầu sáng tác nhạc, và khi tốt nghiệp từ trường St Joseph, anh chuyển sang Đại học Queensland, nơi ông nghiên cứu báo chí trong một thời gian ngắn. Anh bỏ học để theo đuổi sự nghiệp âm nhạc, sau khi gặp Ian Haug trong một lớp học kinh tế. Fanning đã tham gia Haug, John Collins, và Steven Bishop, người vừa mới thành lập Powderfinger, và đã đảm nhiệm vai trò ca sĩ chính. Sau khi Bishop rời đi và guitarist Darren Middleton gia nhập, ban nhạc đã phát hành năm album studio trong mười lăm năm và đã đạt được thành công chính ở Úc. Trong thời gian gián đoạn của Powderfinger vào năm 2005, Fanning đã bắt đầu sự nghiệp âm nhạc độc tấu của mình với album studio Tea & Sympathy. Powderfinger sau đó đoàn tụ trong năm 2007 và phát hành thêm hai album nữa trước khi tan rã vào cuối năm 2010.
Trong khi phong cách của Powderfinger tập trung vào nhạc rock thay thế, âm nhạc của Fanning thường được miêu tả là một sự kết hợp giữa nhạc blues và acoustic folk. Fanning chơi guitar, piano, keyboard và harmonica, cả khi biểu diễn solo cũng như với Powderfinger. Thường thì nói ra chống lại các nhân vật chính trị Úc, Fanning đã hiến nhiều thời gian của mình cho các nguyên nhân từ thiện. Ông là người bênh vực cho công lý Thổ Dân ở Úc.

## Tiểu sử
Fanning sinh ở Brisbane ngày 15 tháng 8 năm 1969. Ông được nuôi nấng, cùng với hai anh em và một em gái, trong một gia đình Công giáo Ireland ở ngoại ô trong Brisbane Toowong. Cái chết của một trong những anh em của Fanning do bệnh ung thư là nguồn cảm hứng cho "Since You've Been Gone" của Vulture Street'.Mẹ của Fanning bắt đầu dạy cậu chơi đàn piano khi còn nhỏ, mặc dù anh chị em của anh ta không thích âm nhạc.
Fanning học St. Joseph's College, Gregory Terrace và bắt đầu viết nhạc của riêng mình ở tuổi 15. Fanning đã miêu tả những tác phẩm đầu tay này là "tệ hại", nhưng ghi chú rằng anh thích thú viết và sắp xếp chúng. Sau khi tốt nghiệp St Joseph's, Fanning theo học Đại học Queensland học ngành phóng viên; Tuy nhiên, anh cũng quan tâm đến việc theo đuổi sự nghiệp âm nhạc. Anh rời trường đại học ở tuổi 19 để theo đuổi sự nghiệp âm nhạc.